# Кува (1944)
«Кува» (Kuwa, яп. 桑) — ескортний міноносець Імперського флоту Японії, який взяв участь у Другій світовій війні.

## Історія створення
Корабель, який став п'ятим серед ескортних міноносців  типу «Мацу», був закладений 20 грудня 1943 року на верфі «Фуджінагата» в Осаці. Спущений на воду 25 травня 1944 року, вступив у стрій 15 липня того ж року.  

## Історія служби
Перші кілька місяців після завершення «Кува» займався тренуваннями у водах Японського архіпелагу, при цьому з 20 серпня 1944-го його включили до 43-ї дивізії ескадрених міноносців.
18 жовтня 1944-го японський флот дістав наказ вийти в море для протидії ворожій висадці на Філіппіни. Того ж дня «Кува» та ще один ескортний есмінець і легкий крейсер «Ісудзу» прибули до Саєкі (порт на північно-східному узбережжі Кюсю), щоб забезпечувати прохід кораблів адмірала Одзави через протоку Бунго (між Кюсю та Сікоку), на підступах до якої традиційно діяли ворожі підводні човни. Після виходу з'єднання в океан, «Кува» отримав завдання забезпечувати на переході охорону авіаносця «Дзуйкаку» та легкого авіаносця «Дзуйхо».
За планами японського командування з'єднання Одзави, яке мало 4 авіаносці, але лише сотню літаків, мало відволікти на себе увагу супротивника, щоб дозволити головним силам адмірала Куріти атакувати транспорти десанту. Цей план дійсно спрацював (в частині відвернення уваги) і 25 жовтня американське ударне авіаносне з'єднання зайнялось кораблями Одзави, потопивши всі його авіаносці в бою біля мису Енгано. «Кува» при цьому допомагав пошкодженому «Дзуйхо», а після його загибелі підібрав понад вісім сотень вцілілих. Таке перевантаження погрожувало проблемами з остійністю, проте 26 жовтня корабель дійшов до Окінави. 27 жовтня «Кува» супроводив до острова Амаміосіма (центральна частина архіпелагу Рюкю) пошкоджений ескортний есмінець «Макі», 28—29 жовтня разом з кількома іншими кораблями пройшов до Куре.
9 листопада 1944-го «Кува» та ще 4 ескортні есмінці, легкий крейсер та есмінець вирушили з Японії, маючи завдання супроводити до Маніли 2 лінкори-авіаносці. 12 листопада загін вийшов з Мако (база на Пескадорських островах у південній частині Тайванської протоки), а наступної доби на тлі чергового потужного авіаудару по Манілі командування вирішили перенаправити кораблі до островів Спратлі, де час від часу відстоювались японські кораблі. 14 листопада загін прибув сюди і того ж дня «Кува», 2 інші ескортні есмінці та легкий крейсер «Ісудзу» попрямували до Маніли. Певний час вони вичікували слушної нагоди, а 18 листопада увійшли до Манільської бухти, вивантажили доправлені припаси та перед світанком 19 числа полишили Манілу, щоб не наражатись на можливі авіаудари.
Первісно загін «Кува» мав рухатись до Брунею в межах завдання з облаштування тут бази гідроавіації. Втім, всього за сотню кілометрів від виходу з Манільської бухти підводний човен торпедував та пошкодив «Ісудзу», який тепер у супроводі двох ескортних есмінців попрямував до Сінгапуру на ремонт. Що стосується «Кува», то він відокремився та став діяти за іншим планом.
Через спричинену військовими діями втрату документів, подальші дії «Кува» не повністю відомі. Втім, 28 листопада 1944-го корабель знову прибув до Манільської бухти і невдовзі був залучений до транспортної операції TA, метою якої була доставка підкріплень до затоки Ормок на Лейте (саме на цьому острові висадили перший десант союзників на Філіппінах). 1 грудня 1944-го «Кува» вирушив з Маніли у складі третього ешелону конвою TA-7, разом зі ще одним ескортним есмінцем «Таке» супроводжуючи три швидкохідні транспорти. У ніч проти 3 грудня загін почав розвантаження в пункті призначення, при цьому «Кува» патрулював у морі для прикриття висадки. Невдовзі після опівночі він був атакований трьома американськими есмінцями та вже за 12 хвилин після численних влучань втратив здатність вести бій. Загибель есмінця «Купер» невдовзі примусила американців до відступу, проте «Кува» унаслідок отриманих пошкоджень затонув менше ніж за годину після початку бою і близько половини екіпажу загинуло разом з ним. 8 моряків з «Кува» підібрав на зворотному шляху один зі швидкохідних транспортів, частина випливла на берег, а деяких підібрали американці, які провадили порятунок вцілілих зі свого есмінця. Варто відзначити, що потоплення «Купер» зазвичай відносять на рахунок «Таке», втім, американський корабель був уражений торпедою, коли «Кува» ще вів бій, а водолазне обстеження показало, що один з торпедних апаратів «Кува» був розряджений. Таким чином, існує ймовірність, що торпеда з «Кува» уразила «Купер».